# تشيزنبوب

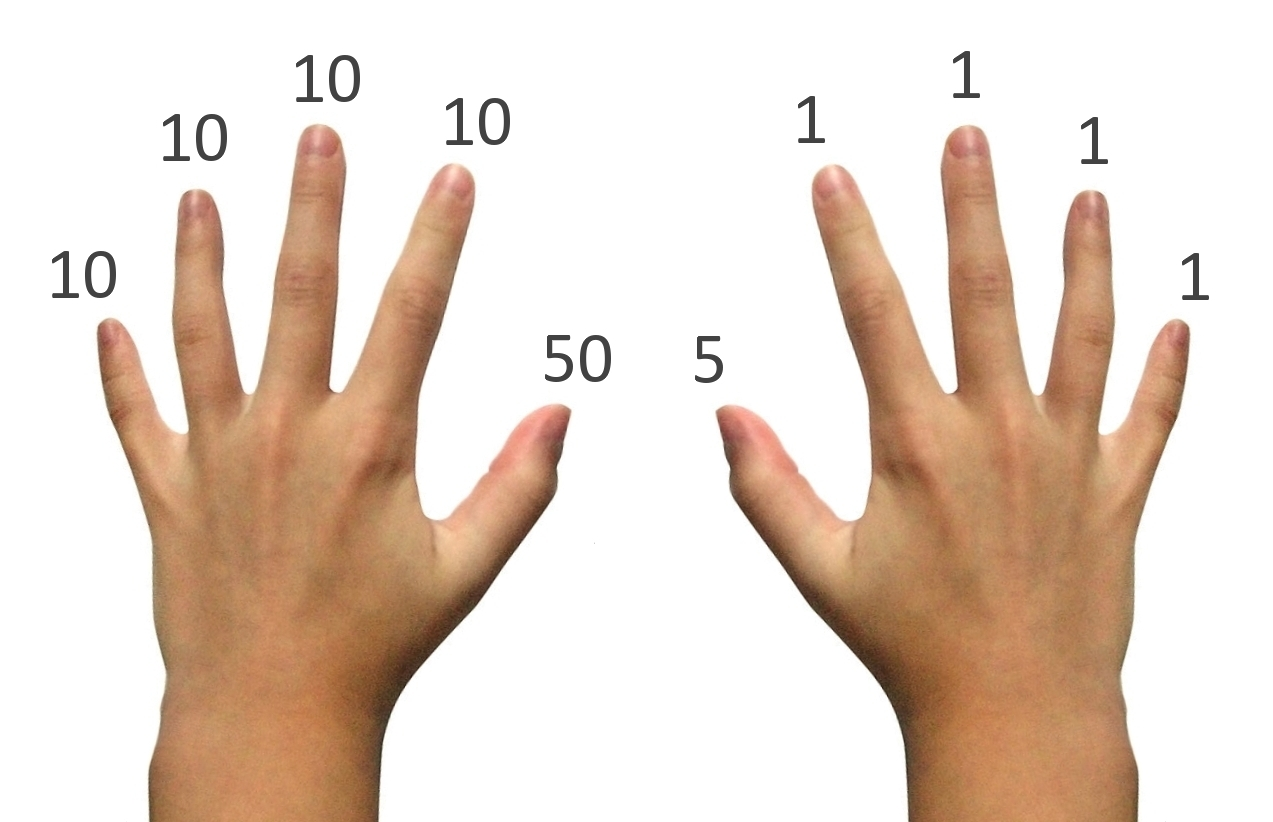

تشيزنبوب (بالكورية: 지산법) هي طريقة عد بالأصابع تشبه المعداد حيث تُستخدم لإجراء العمليات الحسابية الأساسية. ووفقًا للكتاب (بالإنجليزية: The Complete Book of Chisanbop)‏ بأن المؤلف شنغ يونغ باي وابنه هما من ابتكروا تلك الطريقة في الأربعينيات في كوريا وتم أحضرها إلى الولايات المتحدة في 1977.
باستخدام طريقة تشيزنبوب يمكن عرض جميع الأرقام من 0 إلى 99 على يدين، وإجراء عمليات الجمع والطرح والضرب والقسمة.  وقد تم وصف النظام بأنه أسهل من المعداد للطلاب الذين يعانون من إعاقات بصرية. 

## المبادئ الأساسية
للبدأ في طريقة الحساب، يتم وضع اليدين في وضع مريح فوق طاولة بحيث كل الأصابع بحيث لا يلامس الطاولة، ثم يتم ضغط الأصابع على الطاولة للإشارة إلى القيمة الأعداد.